# Leucopogon carinatus
Leucopogon carinatus är en ljungväxtart som beskrevs av Robert Brown. Leucopogon carinatus ingår i släktet Leucopogon och familjen ljungväxter. Inga underarter finns listade i Catalogue of Life.